# فرودگاه صحرایی نارترون
فرودگاه صحرایی نارترون (به انگلیسی: Nartron Field) یک فرودگاه همگانی با کد یاتا RCT است که یک باند فرود آسفالت دارد و طول باند آن ۱۳۷۳ متر است. این فرودگاه در شهر رید سیتی، میشیگان کشور ایالات متحده آمریکا قرار دارد و در ارتفاع ۳۲۲ متری از سطح دریا واقع شده‌است.